# 高照街道
高照街道是中华人民共和国浙江省嘉兴市秀洲区下辖的一个街道办事处。

## 行政区划
高照街道下辖以下村级行政区划单位：
运河社区、高桥社区、陶家笕社区、陶泾村、新义村、荫家桥村、高家桥村和象贤村。